# Johannes Barthel

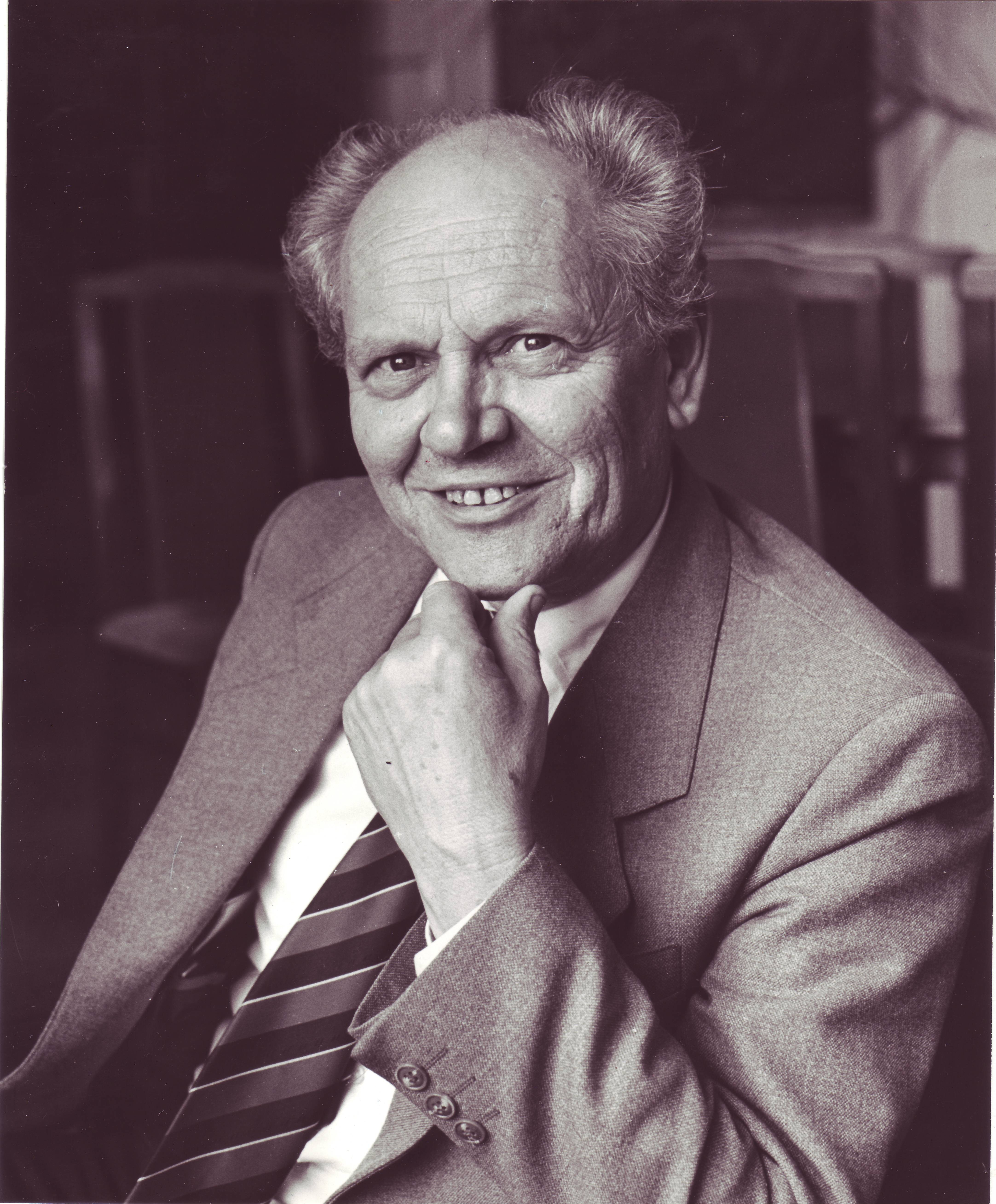
Johannes Barthel (1990)

Johannes Barthel (* 24. November 1931 in Chemnitz; † 17. Dezember 2015 in Dresden) war ein deutscher Werkstoffwissenschaftler und Festkörperphysiker, der anerkannte Leistungen in der angewandten Physik der Reinstoffe, bei der Einkristallzüchtung, bei der Erzeugung dissipativer Strukturen, in der Anwendung der Tracertechnik und der Herstellung von Materialien für die Supraleiterforschung erbrachte.

## Leben
Seit 1956 arbeitete Johannes Barthel an dem von Ernst Rexer (1902–1983) gegründeten Institut für angewandte Physik der Reinstoffe in Dresden. 1960  promovierte er zum Dr. rer. nat. an der TH Dresden mit neuen wissenschaftlichen Erkenntnissen zum Zonenschmelzverfahren und mit der experimentellen Bestimmung von Stoffparametern für die Gewinnung von schwerem Wasser. Die Promotion zum Dr. sc. nat. 1978  mit einer Zusammenfassung all seiner Erkenntnisse zur Segregation und zum Kristallwachstum bestimmte sein weiteres wissenschaftliches Profil.

## Wissenschaftliche Ergebnisse
- die Nutzung der Technologie des Zonenschmelzens und die Einbeziehung chemischer Trennverfahren für die Einkristallzüchtung hochreiner, hochschmelzender Metalle
- die Herstellung hochreinen Aluminiums mit dem HF-Zonenschmelzverfahren und dem Schwebeschmelzverfahren
- die Züchtung von Einkristallen höchster Reinheit z. B. Einkristalle von Molybdän, Wolfram und Niob, Eisen mit dem Elektronenstrahl-Zonenschmelzverfahren und der strain-anneal-Methode mit vergleichsweise höchster Reinheit.
- die Mitwirkung an der Züchtung V3Si–Phasen mit definierter Stöchiometrieabweichung. Diese Materialien dienten ebenso wie  Niobeinkristalle der grundlegenden Erforschung der Supraleitung.
- Erzeugung und Nutzung dissipativer Strukturen für die Gewinnung feinstdisperser Heterostrukturen als Prinzip zur Herstellung neuer Werkstoffe insbesondere auf Kohlenstoff- und Bornitridbasis.
- Schaffung eines komplexen Bildes der Segregationserscheinungen und deren Einfluss auf die Versetzungsbildung.
- die Erfassung der Wirksamkeit des Zonenschmelzens als Reinigungs- und Kristallzüchtungsmethode für die Herstellung hochreiner hochschmelzender Metalle unter Einbeziehung von Verdampfungsprozessen sowie die mathematische Behandlung und quantitative Beschreibung der Verunreinigungsverteilung unter Berücksichtigung der Ausbildung einer zellularen Erstarrungsfront.
- Die Interpretation und mathematische Beschreibung experimentell beobachteter Rotations- bzw. Wachstumsstreifen beim tiegelfreien Zonenschmelzen, führten nicht nur zu einem tieferen Verständnis des Zusammenhanges von Kristallwachstum, Verunreinigungen und deren Verteilung, sondern schuf Voraussetzungen für die Erzeugung spezieller Defektstrukturen in hochreinen Kristallen.

Barthel hat sich in seiner wissenschaftlichen Arbeit als Bewahrer und Fortführer des Schaffens von Ernst Rexer und dessen Konzept der Einheit von Darstellung, Struktur und Eigenschaften erwiesen. Als Mitgestalter und Forschungsgruppenleiter komplexer Darstellungstechnologien, die die Methoden Extraktion, Chlorierung, Abscheidung aus der Gasphase, Zonenschmelzreinigung, Einkristallzüchtung und UHV-Glühung bis hin zur strukturellen und physikalischen Charakterisierung umfasst, hat er das wissenschaftliche Profil zunächst des Institutes für Metallphysik und Reinstmetalle und später des Zentralinstitutes für Festkörperphysik und Werkstoffforschung der Akademie der Wissenschaften der DDR maßgeblich geprägt.
Von 1982 bis 1990 war Barthel Direktor dieses Zentralinstitutes. Unter seiner wissenschaftlichen Leitung wurden unter anderem die noch heute tragfähigen Forschungsrichtungen auf-, ausgebaut und profiliert:
- Konstruktions- und Schneidkeramik, die Formierung eines leistungsfähigen Forschungspotentials verbunden mit moderner Anlagentechnik,
- Hochtemperatursupraleitung
- Schnellerstarrung und Aufbau der 2-Walzentechnik

Dabei galt sein Augenmerk wiederum der Einheit von Anlagentechnik, Verfahrensentwicklung und Forschung auf der Grundlage begründeter Werkstoffkonzepte zur Herstellung neuer Werkstoffe oder von Werkstoffen mit verbesserten Eigenschaften. Dieser Herangehensweise ist es maßgeblich zu verdanken, dass dieses Zentralinstitut bei der Evaluierung der Wissenschaftseinrichtungen der DDR durch den Wissenschaftsrat positiv bewertet wurde:

„Das Zentralinstitut für Festkörperphysik und Werkstoffforschung (ZFW) kann als Beispiel eines »erfolgreichen Generalisten« gelten. Es bearbeitete auf dem Gebiet der Materialwissenschaften eine große Bandbreite teils grundlagenorientierter, teils anwendungsnaher Themen in verschiedenen Disziplinen. In der Evaluierung verfolgte das Institut ausdrücklich das Ziel, unter Beibehaltung dieser multidisziplinären Arbeitsweise erhalten zu werden (vgl. WR 1992c: 103). In seinem Fall ließ sich der WR von den Vorteilen eines breiten Aktivitätsspektrums unter einem organisatorischen Dach (bei Übernahme einiger Teilgruppen durch die FhG) überzeugen. Er empfahl die Umgründung des ZFW in ein Institut für Festkörper- und Werkstofforschung, »dessen Besonderheit in der interdisziplinären Verbindung grundlagenorientierter Festkörperforschung mit anwendungsorientierter Werkstoffforschung« (ebd.: 105) bestehen solle.“

## Zugehörigkeit zu wissenschaftlichen Gremien der DDR
- Korrespondierendes Mitglied der AdW;
- Mitglied des wissenschaftlichen Beirates zur Erforschung des kosmischen Raumes;
- Vorsitzender des wissenschaftlichen Rates der komplexen Forschungsaufgabe Werkstoffe;
- Mitglied des wissenschaftlichen Rates der Hauptforschungsrichtung experimentelle Methoden der Physik;
- Mitglied der Arbeitsgruppe für Grundlagen des wissenschaftlichen Gerätebaus;
- Mitglied des Nationalkomitees für Kristallographie;
- Mitglied der ständigen Expertenkommission Forschungstechnologie.

Nach Ablauf der zweiten Berufungsperiode als Institutsdirektor 1990 war er auf eigenen Wunsch als wissenschaftlicher Mitarbeiter im Institut angestellt. 1992 endete diese Tätigkeit abrupt durch Aufhebung des Vertrages durch den Vorstand des Institutes für Festkörper- und Werkstofforschung.
Johannes Barthel war seit 1957 in erster Ehe verheiratet und hatte drei Kinder.

## Veröffentlichungen (Auswahl)
- Das Zonenschmelzverfahren. In: Wissenschaft und Fortschritt. Band 12, 1962, S. 534.
- mit J. Kunze,  R. Scharfenberg: Eisenverteilung und Substruktur in zellulargewachsenen Aluminiumeinkristallen. In: Physica status solidi. Band 6, Nr. 2, 1964, S. 529–543, doi:10.1002/pssb.19640060223.
- mit Erich Zedler, Ulrich Wiesner: Über die Verteilung von Legierungspartnern in elektronenstrahlgeschmolzenen Knopfproben. In: Zeitschrift für Metallkunde. Band 55, 1964, S. 299–303.
- mit K. Eichler: Über den Einfluß des schichtweisen Einbaues von Fremdelementen beim Zonenschmelzen auf den effektiven Verteilungskoeffizienten. In: Kristall und Technik Band 2, Nr. 2, 1967, S. 205–215, doi:10.1002/crat.19670020206.
- mit Heinrich Oppermann, Günter Weise, Karl-Heinz Berthel: Molybdäneinkristalle mit sehr kleinen Restwiderstandsverhältnissen. In: Physica status solidi. Band 22, Nr. 2, 1967, S. K151–K153, doi:10.1002/pssb.19670220264.
- mit R. Scharfenberg: Über das Kristallwachstum hochschmelzender Metalle beim Elektronenzonenschmelzen. In: Herbert Steffen Peiser (Hrsg.): Crystal growth. Proceedings of an International Conference on Crystal Growth, Boston, 20–24 June 1966 (= The Journal of Physics and Chemistry of Solids. Supplement. 1, 1967). Pergamon Press, Oxford u. a. 1967, S. 133–139.
- mit Klaus Friedrich, J. Kunze: Über den Einfluss der Oberflächengase auf die analytisch ermittelten Gasgehalte von Molybdän- und Wolframeinkristallen. In: Journal of the Less Common Metals. Band 14, Nr. 1, 1968, S. 55–68, doi:10.1016/0022-5088(68)90203-8.
- Über die Herstellung von Niob höchster Reinheit. In: Lumír Kuchar (Hrsg.): V. Vědecká Konference VŠB. Sekce Neželezné kovy a jaderná metalurgie. 14.–16.9.1971. 1971, S. 11–22, (Digitalisat).
- mit M. Jurisch: Eine mathematische Behandlung der Rotationsstreifung bei der Kristallzüchtung aus der Schmelze. In: Lumír Kuchar (Hrsg.): V. Vědecká Konference VŠB. Sekce Neželezné kovy a jaderná metalurgie. 14.–16.9.1971. 1971, S. 23–33, (Digitalisat).
- mit Marcel Zitnansky: Verdampfungskoeffizienten von Zirkon und Hafnium in Niob und von Eisen, Zirkon und Hafnium in Molybdän. In: Manfred Balarin (Hrsg.): Reinststoffe in Wissenschaft und Technik. 3. internationales Symposium, 4.–8. Mai 1970 in Dresden. Plenar- und Hauptvorträge (= Reinststoffprobleme. 4). Akademie-Verlag, Berlin 1972, S. 807.